# Der Flug des Schmetterlings
Der Flug des Schmetterlings (Originaltitel: Le petit prince a dit) ist die vorletzte Drehbuch- und Regiearbeit der früh verstorbenen Schauspielerin, Drehbuchautorin und Regisseurin Christine Pascal. Er wurde 1992 produziert. Die deutsche Premiere war am 19. April 1995 beim Fernsehsender arte. Er lief nicht in deutschen Kinos.

## Handlung
Die zehnjährige Violette Leibovich lebt meistens bei ihrem Vater Adam, einem Arzt, der in einem Forschungsinstitut in Lausanne arbeitet. Sie ist ein Scheidungskind. Ihre Mutter Mélanie, eine Schauspielerin, sieht sie seltener, weil sie auf dem Lande wohnt und in Mailand an einem Stück probt. Sie ist ein glückliches Kind, wenn man vom Leiden unter der Trennung der Eltern absieht, etwas pummelig, weil sie entgegen dem Bestreben des Vaters das Süße liebt, etwas ungeschickt, weil sie ab und zu etwas fallen lässt. Es gibt keine Sorgen, vielleicht nur, dass der Vater gern mit Lycie, seine neue Liebe, wohl eine Kollegin aus dem Institut, zusammenleben möchte.
Als der Vater für eine Woche zu einem Kongress nach Kanada fährt, bringt er Violette bei ihrer Mutter unter. Obwohl Violette zuerst darüber jammert, kann sie sich gut während der Zeit mit ihrer Mutter amüsieren. Die Mutter probt an einer Mailänder Aufführung des Stückes Les escaliers du Sacré-Cœur von Copi und Violette hilft ihr beim Lernen der Rolle. Doch der Mutter fallen die ständigen Kopfschmerzen von Violette auf. Sie vereinbart einen Termin bei dem befreundeten Arzt Jean-Pierre an der Klinik, an der auch Adam früher gearbeitet hatte. Adam glaubt mehr an Hirngespinste seiner Frau, doch nimmt er den Termin wahr. Die Untersuchung endet mit einer Computertomographie (CT). Vertraut mit den Gegebenheiten des Krankenhauses kann Adam illegal die CT-Bilder und die Befundung durch Jean-Pierre mit ansehen und hören. Adam erfährt, dass seine geliebte Tochter an einem unheilbaren Hirntumor leidet, der aggressiv und nicht operabel ist.
Er wartet nichts ab und rennt in den CT-Raum, um seine Tochter, noch nicht einmal fertig angezogen, ohne Schuhe in sein Auto zu bringen. Er flieht mit ihr aus Lausanne. Beide natürlich auf diese Reise nicht vorbereitet müssen sich in einem Supermarkt mit dem Fehlenden, z. B. ein Kleid und Schuhe für Violette, versorgen. Der Vater steuert Mailand an, um dort Mélanie zu treffen. Es scheint ein ganz normaler Ausflug eines Vaters mit seiner Tochter. Immer wieder spornt der Vater Violette zu Höchstleistungen an, beim Schwimmen in einem Motel-Pool, beim Überqueren eines Alpenpasses. Wenn sie nicht mehr kann, nimmt er sie in den Arm, tröstet sie, entschuldigt sich. Er will die Krankheit nicht wahrhaben. Auf dem Pass mit dem herrlichen Blick auf Italien lässt er Violette allein, um das Auto zu holen. Dort oben fällt Violette in einen tiefen Schlaf. Sie ist ganz entspannt. Schmetterlinge krabbeln über ihr Gesicht und fliegen weg.
In Mailand können sie der Probe des Stückes, gerade der Passage, die Violette mit ihrer Mutter probte, beiwohnen. Mélanie spielt großartig. Aber nachdem sie einen Anruf entgegengenommen hatte, ist sie wie ausgewechselt, nicht mehr bei der Sache. Violette flieht aus dem Theater.
Sie beschließen nun zurück in die Schweiz zum Wohnhaus von Mélanie zu fahren, indem Violette vor der Trennung der Eltern aufwuchs. Unterwegs am Strand lesen sie einen ausgesetzten kleinen Hund auf. Beim Frühstück in einem Motel schmecken plötzlich Violette die süßen Croissants nicht mehr. Dann kippt sie vom Stuhl. Wieder bei Bewusstsein fragt sie Adam, ob sie sterben müsste. Zuerst wehrt er diese Frage ab. Dann aber, nachdem sie ihm erzählte, dass sie während ihres Schlafes auf dem Pass so wunderbar träumte, dass Schmetterlinge ihre Kopfschmerzen mitnahmen und mit ihr so wunderbar ins Helle flogen, erklärt er ihr medizinisch genau, was in ihrem Kopf vorgeht. Als sie ihn fragt, ob man den Tumor nicht einfach aus dem Kopf nehmen könnte, muss er statt einer Antwort bitterlich weinen.
Mélanie empfängt die beiden überschwänglich. Es erstehen Momente der ungetrübten Kindheit von Violette. Die Mutter trägt das alte Kleid. Es gibt Wasserschlachten. Es gibt alte geliebte Gerichte. Es ist der ungetrübte Traum des einstigen Familienlebens. Der einzige Fremdkörper ist Lycie. Sie hatte Mélanie angerufen, um ihr die Diagnose mitzuteilen, und war ebenfalls zu ihr gefahren. Lycie ist sachlich, weint nicht. Es ist ja nicht ihre Tochter. Sie möchte, dass Adam keine Zeit verliert und Violette einer medizinischen Behandlung zuführt, die bei diesem Tumor aber nur Leiden und keine Perspektive bieten würde. Als sie durch eine Ungeschicklichkeit verursacht, dass der zugelaufene Hund wegläuft – selbst die Suche nach ihm findet sie idiotisch – reist sie ab, nachdem Adam ihr sagte, dass keiner gebeten hätte, dass sie bliebe. Der Hund kommt zurück, von Violette so gewünscht. Adam war mit seiner eigentlich hoffnungslosen Suche erfolgreich. Mélanie und Violette hatten Rückkehr des Hundes mit vielen Kerzen am Fenster beschworen. Beide Eltern stehen am Bett von Violette, die, nachdem sie sagte, dass sie so müde sei, eingeschlafen ist.

## Produktion
Robert Boner produzierte den Film unter Beteiligung der Alia Films, der Ciné Manufacture, der French Productions und der Télévision Suisse Romande (T:S.R.).

## Rezeption
Der Filmdienst nennt den Film: „Ein ergreifender Film mit wunderbaren Darstellern, dem es gelingt, sein schmerzliches Thema mit großem Einfühlungsvermögen, aber ohne Pathos, Larmoyanz oder Sentimentalität zu behandeln.“
„‚Der Flug des Schmetterlings‘ ist ein poetischer, sensibler Film, der ein schwieriges Thema mit Ernst und Leichtigkeit behandelt; ein Film über den Tod, der die Lust am Leben weckt.“

## Auszeichnungen
Der Film wurde mit dem Louis-Delluc-Preis als beste französische Kinoproduktion des Jahres 1992 geehrt. Auf dem World Film Festival in Montréal 1992 wurden Christine Pascal für das beste Drehbuch und Richard Berry als bester Schauspieler ausgezeichnet. Für den César 1993 gab es vier Nominierungen: als bester Film, Christine Pascal für die beste Regie, Anémone für die beste Hauptdarstellerin und Richard Berry für den besten Hauptdarsteller.